# Station Driebergen-Zeist
Het station Driebergen-Zeist is een Nederlands spoorwegstation. Het ligt aan de Rhijnspoorweg, tussen de woonplaatsen Driebergen-Rijsenburg en Zeist, in de gemeente Utrechtse Heuvelrug.

## Geschiedenis
Op 27 juni 1844 werd de spoorlijn Amsterdam - Utrecht, aangelegd door de Nederlandsche Rhijnspoorweg-Maatschappij, doorgetrokken naar Driebergen. Driebergen kreeg een directiekeet van waaruit de verdere werkzaamheden aan de spoorlijn werden gecoördineerd. Deze directiekeet werd later verbouwd tot stationsgebouw. Op 17 juli 1844 werd het traject Utrecht-Driebergen officieel in gebruik genomen en werd het stationsgebouw geopend.
Aanvankelijk heette het station uitsluitend station "Driebergen". In 1864 werd de naam aangepast in "Zeist-Driebergen", in 1904 weer naar "Driebergen" en in 1948 kreeg het station de huidige naam "Driebergen-Zeist".

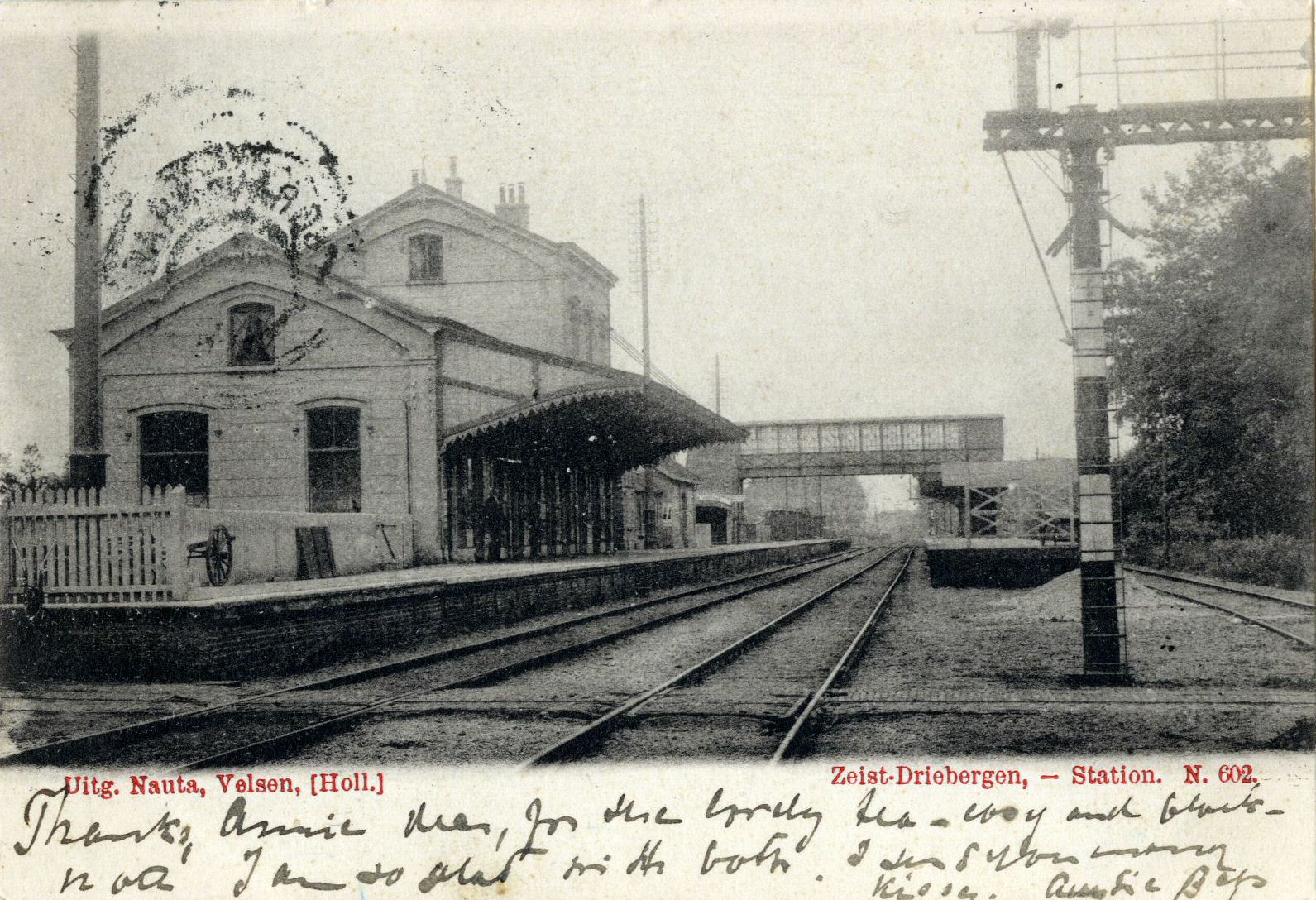
Station
Driebergen-Zeist tussen 1899 en 1904

Het eilandperron werd aangelegd in 1854. In 1864 kreeg het station een nieuw stationsgebouw. Het station omvatte een dienstwoning, dienstvertrekken en een salonkamer (een wachtruimte voor de gegoede reizigers). In 1894 werden de beide perrons verbonden met een ijzeren loopbrug. Rond 1900 werd het station uitgebreid met een verdieping. Dit werd de nieuwe dienstwoning van de stationschef. De voormalige dienstwoning werd een wachtkamer derde klasse. Aan de linkerzijde werd een houten hokje, dat dienstdeed als plaatskaartenkantoor, tegen het station gebouwd.

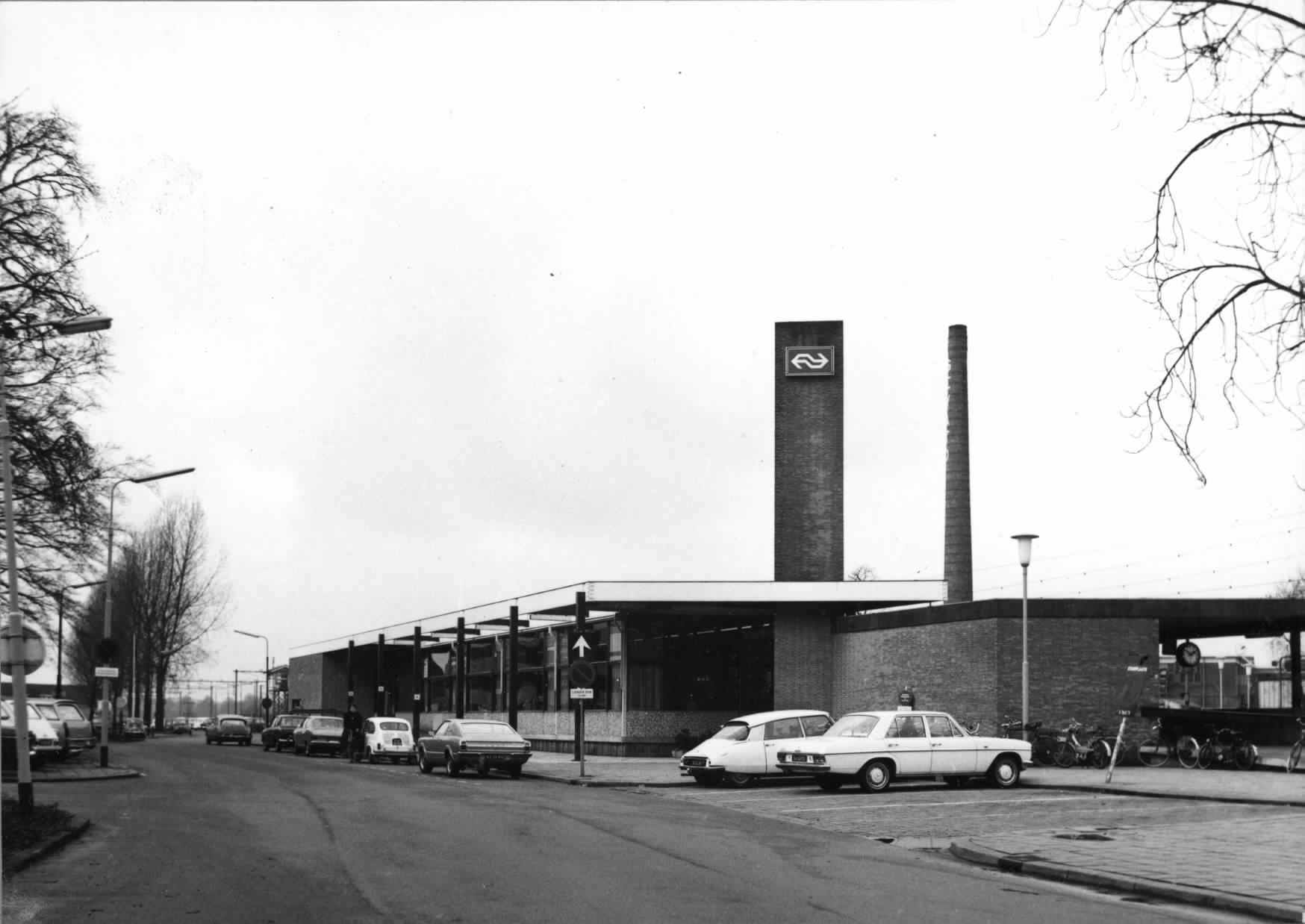
Station Driebergen-Zeist in 1971

In 1962 werd het station gesloopt en vervangen door nieuwbouw. De loopbrug werd vervangen door een voetgangerstunnel. In het nieuwe, al niet meer bestaande, stationsgebouw werden loketten, dienstvertrekken en een restauratie gevestigd. In 2004 werden de perrons verlengd om het stoppen van langere sneltreinen mogelijk te maken. Het seinhuis werd in 1971 gesloopt.

## Verbouwing en herinrichting
Tussen 2017 en 2020 is het stationsgebouw uit 1962 gesloopt en het stationsgebied verdiept aangelegd. Een eilandperron, een zijperron en drie perronsporen maakten plaats voor een nieuw en breder middenperron, twee perronsporen voor stoptreinen, en twee doorgaande sporen voor intercity's. Intercity's die niet in Driebergen-Zeist stoppen kunnen dan de buitenste sporen gebruiken, waarbij de mogelijkheid bestaat om een sprinter in te halen.
Er is een nieuw busstation aan de noordzijde van het station aangelegd. Fietsen kunnen enkel gestald worden in de fietsenstalling. Die ligt onder het stationsplein. Op het stationsplein en onder de sporen is een 'huiskamer', een kiosk die ook wachtruimte biedt.
De overweg in de provinciale weg 225 is vervangen door een onderdoorgang, waar ook fietsers gebruik van maken. De overweg in de Odijkerweg is opgeheven. Het project kostte € 120 miljoen.

## Trein en bus

### Trein
De volgende treinen stoppen in de dienstregeling 2025 te Driebergen-Zeist:
| Serie | Treinsoort     | Route | Bijzonderheden |
| ----- | -------------- | --- | --- |
| 3000  | Intercity (NS) | Nijmegen – Arnhem Centraal – Ede-Wageningen – Veenendaal-De Klomp – Driebergen-Zeist – Utrecht Centraal – Amsterdam Centraal – Zaandam – Alkmaar – Den Helder | Veenendaal-De Klomp wordt alleen na 19:00 bediend door deze serie.                                                                                                   |
| 7300  | Sprinter (NS)  | Breukelen – Utrecht Centraal – Driebergen-Zeist – Veenendaal Centrum – Rhenen                                                                                 | |
| 7400  | Sprinter (NS)  | Uitgeest – Zaandam – Amsterdam Centraal – Breukelen – Utrecht Centraal – Driebergen-Zeist                                                                     | Rijdt alleen tijdens de brede spitsuren, waarbij net na de ochtendspits en net vóór de middagspits enkel tussen Uitgeest en Utrecht Centraal v.v. wordt gereden.     |
| 21430 | Intercity (NS) | Utrecht Centraal – Driebergen-Zeist – Veenendaal-De Klomp – Ede-Wageningen – Arnhem Centraal – Elst – Nijmegen                                                | Nachtnet. Rijdt alleen in de nachten van vrijdag op zaterdag en zaterdag op zondag. Stopt richting Utrecht Centraal niet in Veenendaal-De Klomp en Driebergen-Zeist. |

### Bus
Naast het station ligt een busstation voor lijnbussen naar onder andere Wageningen, Wijk bij Duurstede, Amersfoort, Zeist en Utrecht.
| Lijn | Route                                                                                               | Vervoerder            |
| ---- | --------------------------------------------------------------------------------------------------- | --------------------- |
| 43   | Driebergen-Zeist - Odijk - Houten                                                                   | U-OV                  |
| 50   | Utrecht - Zeist - Driebergen - Doorn - Amerongen - Elst - (Rhenen - Wageningen/Veenendaal) (U-link) | Syntus Utrecht & U-OV |
| 56   | Amersfoort - Soesterberg - Zeist - Driebergen - Doorn - Langbroek - Wijk bij Duurstede              | U-OV                  |
| 58   | Hilversum - Hollandsche Rading - Maartensdijk - Bilthoven - De Bilt - Zeist - Driebergen-Zeist      | Syntus Utrecht        |
| 74   | Vianen - Nieuwegein - Utrecht - De Bilt - Zeist - Driebergen-Zeist                                  | U-OV                  |
| 381  | Driebergen - Austerlitz - Zeist                                                                     | Syntus Utrecht        |
| 412  | Utrecht → Zeist → Station Driebergen-Zeist → Zeist → De Bilt → Utrecht                              | U-OV                  |
| 575  | Driebergen - Zeist - Soesterberg - Soest (buurtbus)                                                 | Syntus Utrecht        |
| N8   | Utrecht - Driebergen-Zeist - Veenendaal - Rhenen - Wageningen (nachtbus)                            | Syntus Utrecht        |
| N50  | Utrecht - Driebergen - Leersum - Amerongen (nachtbus)                                               | Syntus Utrecht        |

## Spoorromantiek
In de jaren vijftig stond het station bekend om de goede koffie die er te krijgen zou zijn. In die tijd werd tijdens de treinstop het perron bevolkt door obers met dienbladen met koffie voor het bedienen van de reizigers die daarvoor uit de raampjes hingen. Meestal waren de obers snel uitverkocht. Machinisten en hun conducteurs kregen een gratis bakje koffie als ze ervoor zorgden dat de trein een half minuutje eerder op het station arriveerde, zodat er voor de obers meer tijd was om hun koffie aan de man te brengen. Als het maar even kon vertrokken ze ook iets later.

## Ontwikkeling aantal reizigers
Het aantal door NS vervoerde reizigers (per gemiddelde werkdag) ontwikkelde zich sedert 2019 als volgt:
| Jaar | Aantal reizigers |
| ---- | ---------------- |
| 2019 | 10.000           |
| 2020 | 4.034            |
| 2021 | 4.258            |
| 2022 | 7.084            |
| 2023 | 8.612            |
| 2024 | 9.139            |

## Afbeeldingen

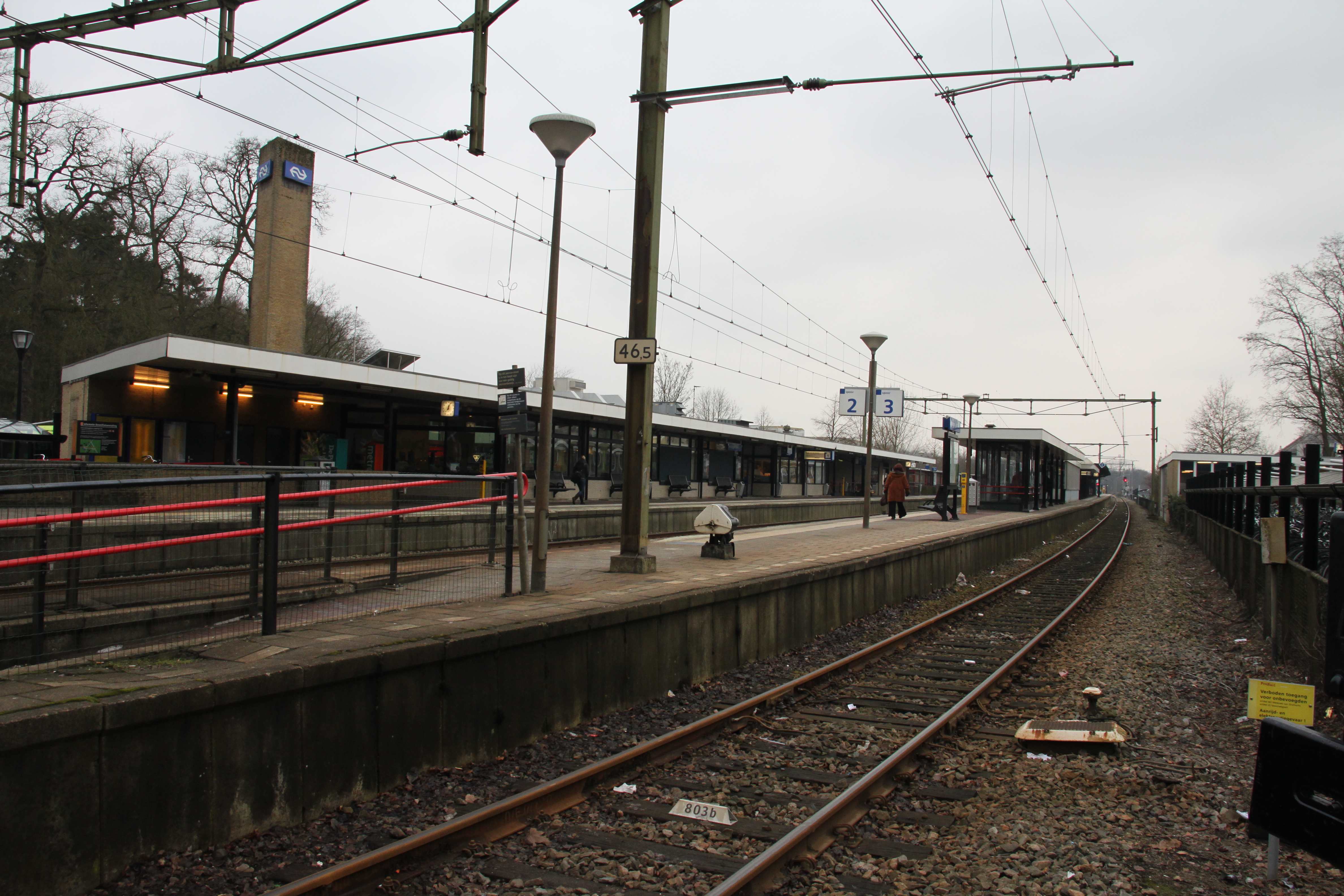
Het station voor de verbouwing (2010)
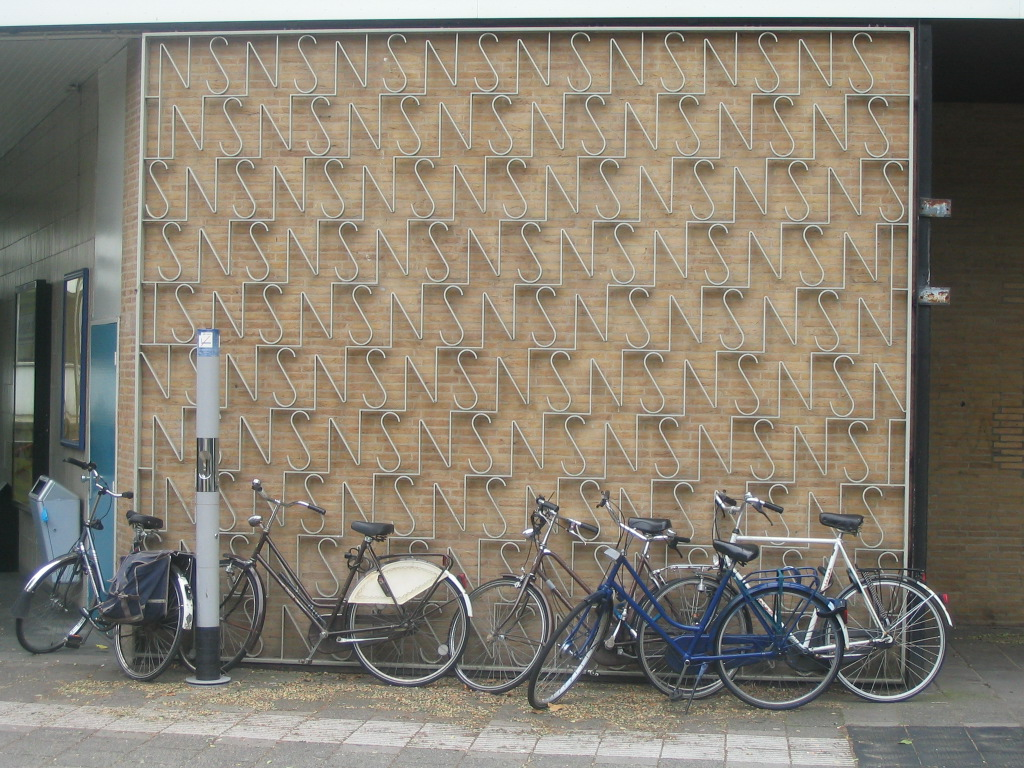
NS-ornamenten op een muur van het station (voor de verbouwing)
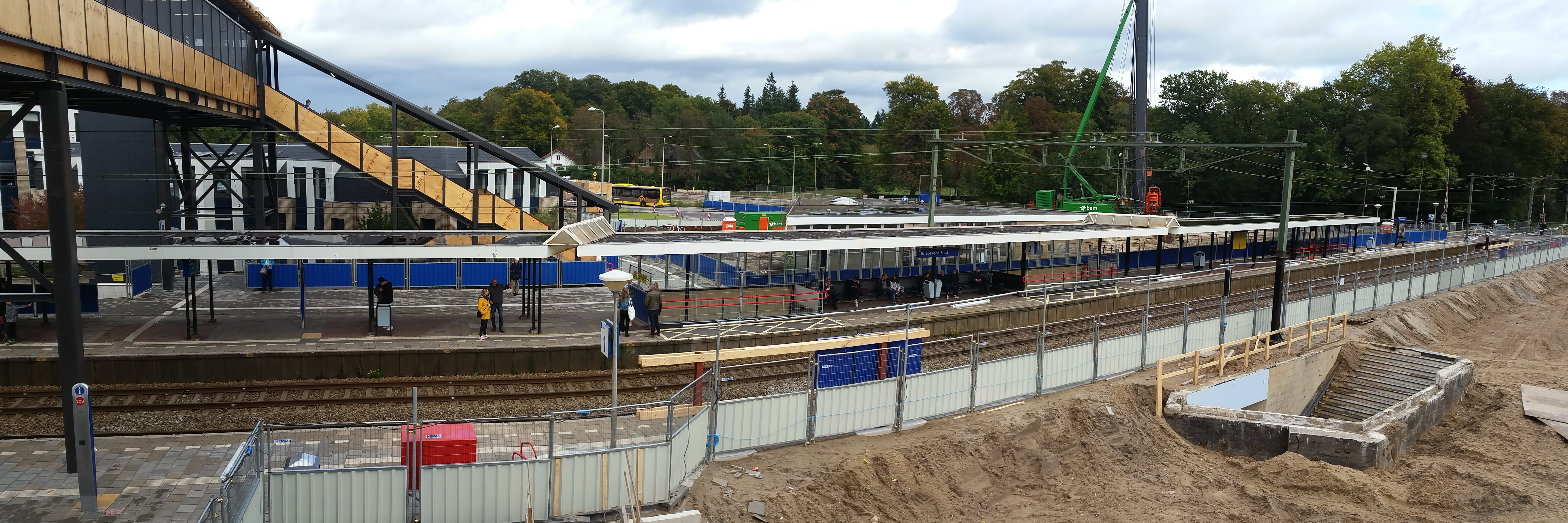
Het opgebroken Station Driebergen-Zeist, 8 oktober 2017
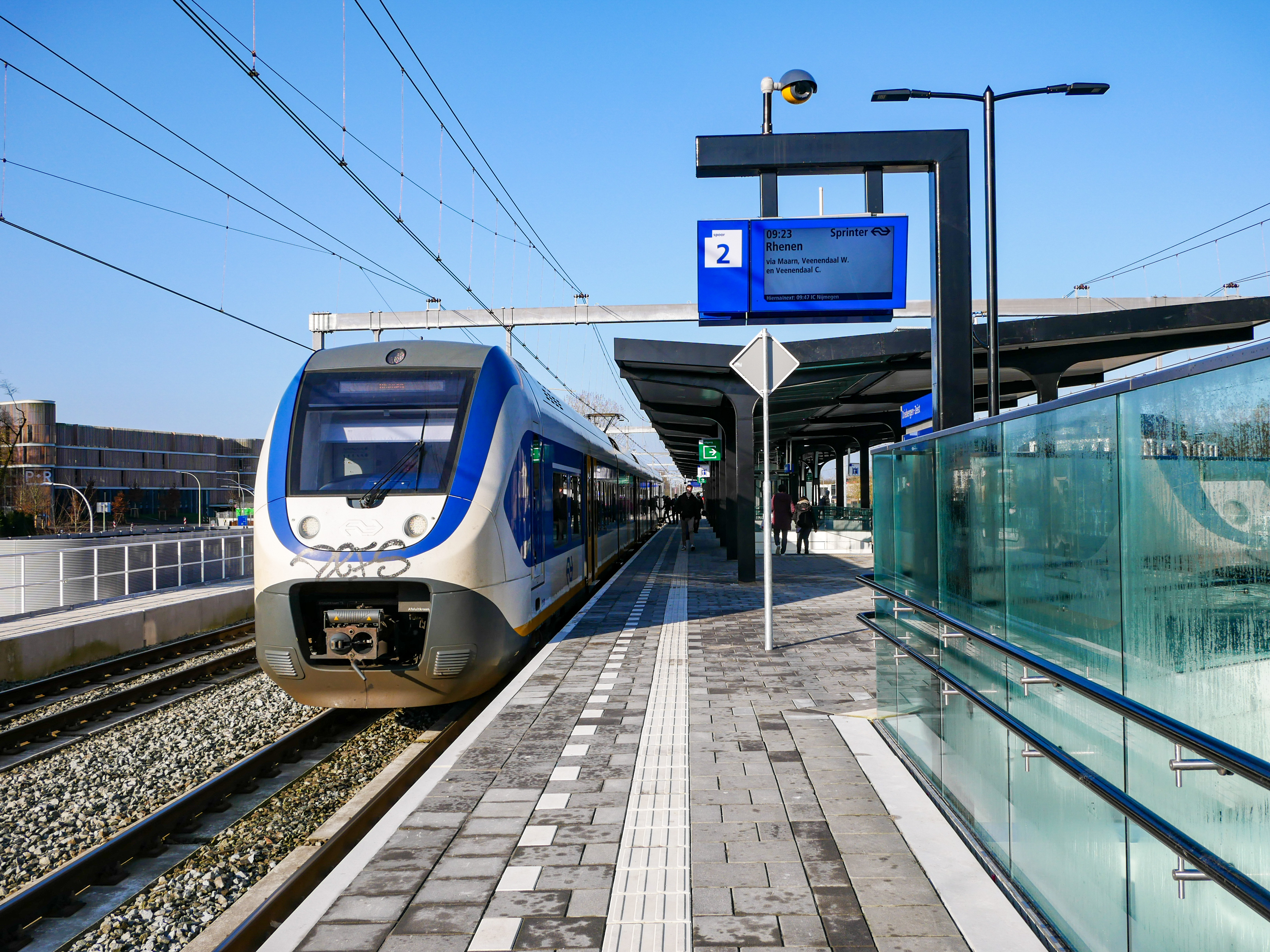
Sprinter op weg naar Rhenen
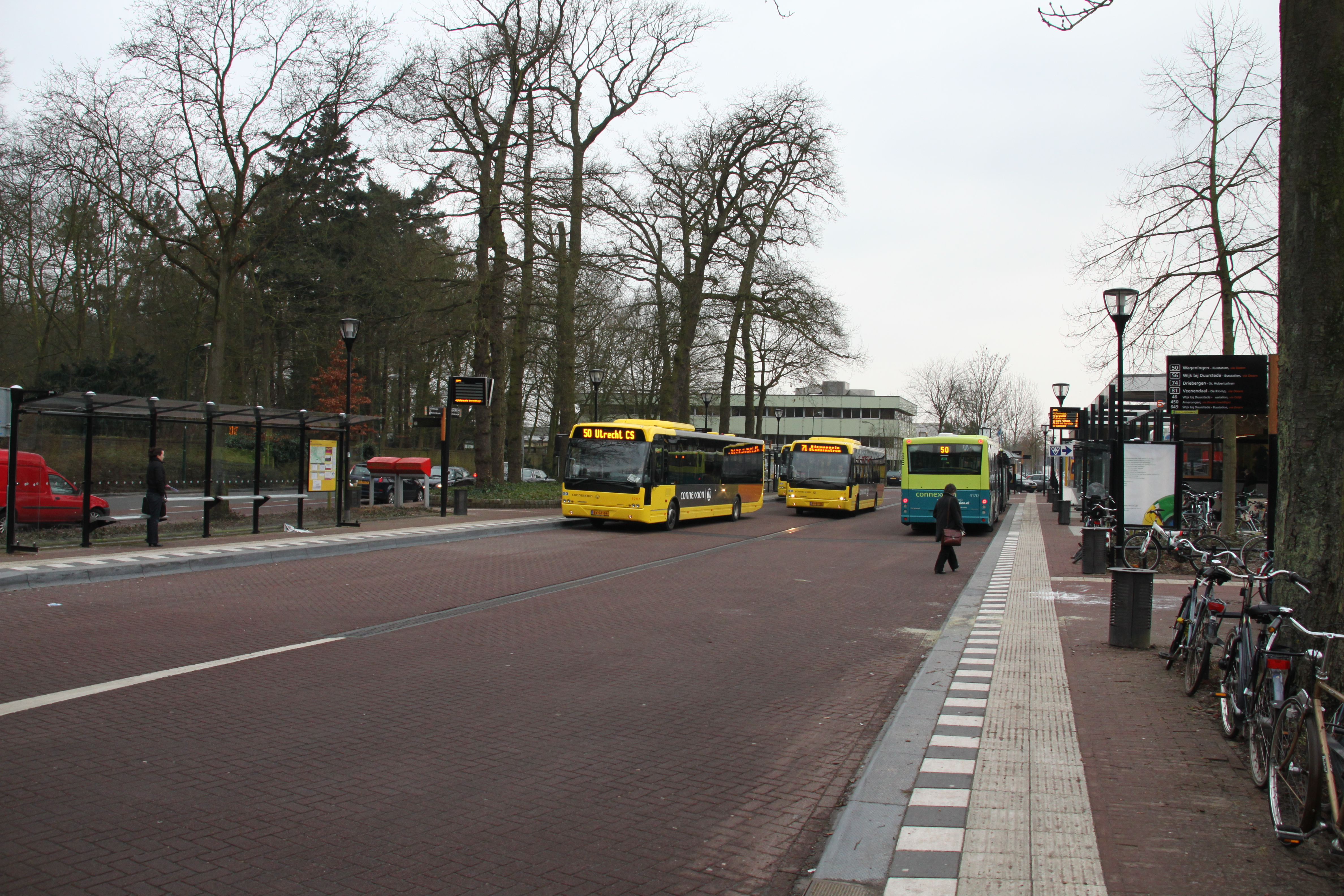
Het busstation (in 2017 afgebroken)